# Ісаія (Сланінка)
Єпи́скоп Іса́ія (чес. Biskup Izaiáš, світське ім'я — Іґор Сланінка, чес. Igor Slaninka; 25 червня 1980 (44 роки), Собранці, Чехословаччина) — єпископ Православної церкви Чеських земель і Словаччини з титулом Шумперкський, вікарій Оломоуцької і Брненської єпархії.

## Біографія
Народився 25 червня 1980 року у православній сім'ї в місті Собранці у східній Словаччині.
Закінчив початкову школу в Собранцях і Середню промислову електротехнічну школу в Михалівцях.
У період з 1998 по 2003 рік навчався на Православному богословському факультеті Пряшівського університету, після чого працював у дитячому домі.
У 2005 році переїхав до міста Мост у північній Чехії, де став насельником монастиря святого Прокопія Сазавського, заснованого митрополитом Дорофеем (Филиппом), та став секретарем митрополичої ради Православної Церкви Чеських земель і Словаччини.
24 березня 2007 року у храмі Різдва Пресвятої Богородиці в Мості поставлений у іподиякона.
28 травня 2007 у Мосту пострижений у ченця з іменем Ісайя на честь Ісайя Ростовський.
18 червня 2008 року отримав вчене звання доктора богослов'я, захистивши на богословському факультеті Пряшівского університету роботу на тему: «Історично-канонічний погляд на автокефалію нашої Православної церкви у Чеський землях і Словаччині».
11 вересня 2010 року в кафедральному соборі святих апостолів Петра і Павла у Шабаці в Сербії був рукоположений у сан диякона єпископом Шабацьким Лаврентієм (Шибуновичем).
1 листопада 2010 року у Празі митрополитом Христофором був возведений у сан архідиякона.
30 листопада 2010 року в Мюнхені митрополит Волоколамський Іларіон (Алфеєв) на прохання митрополита Чеських земель і Словаччини Христофора виконав хіротонію Ісаї (Сланінки) у сан ієромонаха.
28 грудня 2010 року у Мюнхені архієпископом Марком був піднесений у сан ігумена.
23 лютого 2011 року відправлений на парафію в Мост.
6 липня 2011 року став настоятелем монастиря святого Прокопія Сазавського в Мості.
6 листопада 2011 року митрополитом Христофором був піднесений у сан архімандрита.
15 листопада 2014 року на єпархіальному зібранні у Брні був обраний вікариєм єпископа Сімеона (Яковлевича).
22 лютого 2015 року у кафедральном соборі у Брно архієпископ Оломоуцький і Брненський Сімеон у співслужінні єпископа Тіхона (Голлоші) здійснив хіротонію архімандрита Ісаї (Сланінки) на єпископа Шумперкського.
20 листопада 2019 року єпископ Ісая співслужив митрополитові Київському Епіфанію, чим поклав початок "гібридному" визнанню ПЦУ і своєю помісною церквою. Синод ПЦЧЗС не застосував щодо єпископа Ісаї жодних канонічних санкцій, чим де факто визнав можливість такого співслужіння.

## Нагороди
- Пам'ятна медаль «Дерево миру» (2024).[8][9]